# Murcia tjanshanica
Murcia tjanshanica är en kvalsterart som först beskrevs av Shaldybina 1971.  Murcia tjanshanica ingår i släktet Murcia och familjen Ceratozetidae. Inga underarter finns listade i Catalogue of Life.